# Knut Berg
Knut Berg (Bodø, 1º luglio 1944) è un ex calciatore norvegese, di ruolo centrocampista.

## Biografia
È il fratello di Harald Berg.

## Carriera

### Club
Berg giocò per il Bodø/Glimt, prima di passare al Lyn Oslo. Esordì in squadra il 31 maggio 1966, schierato nel pareggio a reti inviolate in casa del Fredrikstad. Il 5 giugno successivo, siglò la prima rete, nel successo per 4-3 sull'Odd. In squadra, vinse due edizioni della Norgesmesterskapet e un campionato (nel 1968, il Lyn Oslo centrò il double). Dopo il campionato 1971, tornò al Bodø/Glimt.

## Palmarès

### Club

#### Competizioni nazionali
- Campionato norvegese: 1

Lyn Oslo: 1968
- Coppa di Norvegia: 2

Lyn Oslo: 1967, 1968